# Gouvernement Alexandre Ribot (3)
Troisième République
Gouvernement Charles Dupuy III Gouvernement Léon Bourgeois
Le troisième gouvernement Alexandre Ribot est le gouvernement de la Troisième République en France du 26 janvier au 1er novembre 1895.
Désigné par le nouveau président de la République Félix Faure, Alexandre Ribot constitue un cabinet de républicains modérés.

## Composition

### Ministres nommés le 26 janvier 1895[1]
| Fonction | Fonction                           | Image | Nom             | Parti politique             |
| -------- | ---------------------------------- | ----- | --------------- | --------------------------- |
|          | Président du Conseil des ministres |       | Alexandre Ribot | Union libérale républicaine |

| Fonction | Fonction                                                        | Image | Nom                   | Parti politique                    |
| -------- | --------------------------------------------------------------- | ----- | --------------------- | ---------------------------------- |
|          | Ministre des Finances Ministre de la Guerre par interim         |       | Alexandre Ribot       | Union libérale républicaine        |
|          | Ministre de la Justice Ministre de la Marine par interim        |       | Ludovic Trarieux      | Union libérale républicaine        |
|          | Ministre des Affaires étrangères                                |       | Gabriel Hanotaux      | Républicain opportuniste           |
|          | Ministre de l’Intérieur et des Cultes                           |       | Georges Leygues       | Association nationale républicaine |
|          | Ministre de l'Instruction publique et des Beaux-Arts            |       | Raymond Poincaré      | Républicain opportuniste           |
|          | Ministre des Travaux publics                                    |       | Ludovic Dupuy-Dutemps | Républicains progressistes         |
|          | Ministre du Commerce, de l'Industrie, des postes et télégraphes |       | André Lebon           | Républicains progressistes         |
|          | Ministre de l'Agriculture                                       |       | Antoine Gadaud        | Républicain opportuniste           |
|          | Ministre des Colonies                                           |       | Émile Chautemps       | Radical                            |

### Remaniements du 27 janvier[4]
- Le 27 janvier l'administration des Cultes est détachée du ministère de l'Intérieur et est rattachée au Ministère de l'Instruction publique et des Beaux-Arts.

### Remaniements du 28 janvier[5]
| Fonction | Fonction              | Image | Nom             | Parti politique |
| -------- | --------------------- | ----- | --------------- | --------------- |
|          | Ministre de la Guerre |       | Émile Zurlinden | Indépendant     |
|          | Ministre de la Marine |       | Gustave Besnard | Indépendant     |

## Bilan
Le président Félix Faure appelle Ribot pour former un gouvernement du centre-gauche. Il se concentre d’abord sur la politique étrangère. Au début de son mandat, il annonce officiellement la signature de l’alliance franco-russe : la France respire. Mais au milieu de l’année, l'expédition de Madagascar tourne au désastre.
De plus, les ouvriers de Carmaux se révoltent. Ces troubles, accentuée par l’opposition des radicaux et des socialistes provoquent la chute du gouvernement. En effet, après trois jours d'interpellation des députés socialistes concernant la grève de Carmaux (dont celles de Jaurès), son gouvernement doit démissionner le quatrième jour, lors d'une interpellation des socialistes concernant les Chemins de Fer du Sud.
Pour éviter la crise ministérielle et après le refus de Ribot de replâtrer son ministère, Faure nomme le chef de file des radicaux, Léon Bourgeois, à la tête du gouvernement pour pousser les radicaux à la faute politique.

## Fin du gouvernement et passation des pouvoirs
Le 28 octobre 1895, Alexandre Ribot présente la démission du Gouvernement au président de la République, Félix Faure.
Le 30 octobre 1895, le président charge Léon Bourgeois de former le prochain cabinet, ce dernier accepte la mission proposée.
Le 1er novembre 1895, Bourgeois parvient à constituer (enfin) un cabinet, il succède donc au cabinet Ribot.